# Перестрелка при Вейлере
Перестрелка при Вейлере (нем. Weiler) — неудачная военная операция имперских войск во время Войны за испанское наследство в ходе кампании 1712 года на Рейне. Пример одного из тех непредвиденных совпадений, которые могут привести к провалу хорошо задуманного предприятия.
Во второй половине мая из-за проливных дождей разлился Рейн, поэтому активные действия начались только во второй половине июня. 23 июня рейхсармия Эберхарда Людвига, герцога Вюртембергского, перешла Рейн в Филипсбурге и 30 июня подошла к линиям Лаутера, но по разным причинам не стала штурмовать французские укрепления.
Тем временем во Фландрии союзники проиграли битву при Денене (24 июля), а в августе французы начали осаду Дуэ. Принц Евгений Савойский призвал герцога Вюртембергского наконец выступить против линий на Лаутере.
В ночь с 14 на 14 августа рейхсармия выступила из Ландау и расположилась лагерем в две линии между Рехтенбахом и Штайнфельдом. Герцог Вюртембергский провел очередной военный совет, на котором было решено атаковать французов с фронта и тыла. Принц Карл Александр фон Вюртемберг с пятью батальонами, 800 кирасирами и 100 гусарами должен был в ночь с 15 на 16 августа пройти маршем вокруг Вейсенбурга в направлении Вейлера (совр. Вейе) и атаковать за час до рассвета левое крыло французских окопов. Одновременно на рассвете после обстрела вражеских укреплений орудиями напротив Альтенштадта и Вайсенбурга должны были перейти в атаку основные силы под командованием принца Бевернского.
В ночь с 15 на 16 августа, около 2 часов ночи, принц Карл Александр со своим корпусом в развёрнутом боевом порядке достиг Вейлера. Вскоре после этого произошло непредвиденное событие: залаяли две деревенские собаки, и отдельные солдаты стали стрелять. Затем одни начали вести огонь по невидимому противнику и ошибочно по своим, другие бросали ружья и в полном беспорядке отступили. Хотя в течение часа в этом районе не было противника, и офицеры использовали все средства, чтобы остановить беглецов, панику прекратить не удалось. И только когда приблизилась кавалерия, ей удалось остановить напуганных людей силой. В этих условиях Карл Александр отдал приказ отступать.
Когда пришло известие о том, что атака принца Карла Александра прекращена, герцог Вюртембергский решил не атаковать линию укреплений Альтенштадт-Вайсенбург в лоб и приказал армии вернуться в лагерь и ограничился продолжением канонады.
Французская армия, предупрежденная перестрелкой у Вейлера, немедленно приготовилась к бою, дождалась продвижения вражеской армии в лагерь, а затем открыла канонаду, которая продолжалась в течение 16 августа без какого-либо существенного эффекта.
19 августа из-за нехватки сена для лошадей и другого продовольствия для всей армии герцог Вюртембергский решил отступить от линий Лаутера.